# Тофилд (Алберта)
Тофилд (енгл. Tofield; /ˈtoʊfiːld/) је варошица у централним деловима канадске провинције Алберта. Налази се североисточно од језера Биверхил, на удаљености од 68 км источно од Едмонтона, главног града провинције. 
Пре досељавања Европљана област су насељавали припадници индијанског народа Кри. Насеље је добило статус села 1907. а две године касније и статус варошице. 
Насеље је добило име по лекару који је дошао у то подручје 1893. из Енглеске.
Према подацима пописа из 2011. у насељу је живело 2.182 становника што је за 16,3% више у односи на попис из 2006. када је регистровано 1.876 становника.
У близини града налази се и малени аеродром.

## Становништво
| 2006. | 2011. |
| ----- | ----- |
| 1.876 | 2.182 |